# Maldivska kratkogobčna pliskavka
Maldivska kratkogobčna pliskavka, tudi Commersonov delfin (znanstveno ime Cephalorhynchus commersonii), imenovan tudi s splošnimi imeni jakobita, panda delfin in podobno, je majhen oceanski delfin iz rodu Cephalorhynchus. Ima dve geografsko izolirani, a lokalno pogosti podvrsti. Glavna podvrsta, C. c. commersonii, ima močno začrtan črno-bel vzorec in jo najdemo na jugu Južne Amerike. Sekundarna podvrsta, C. c. kerguelenensis, je večja od C. c. commersonii, ima manj ostro začrtane temno in svetlo sive vzorce z belim trebušnim pasom in jo najdemo okoli Kuerguelenskih otokov v Indijskem oceanu.
Delfin je dobil ime po francoskem naravoslovcu dr. Philibertu Commersonu, ki jih je prvič opisal leta 1767, potem ko jih je opazil v Magellanovem prelivu.

## Populacija in razširjenost
Dve ločeni podvrsti najdemo na geografsko ločenih območjih, ločenih s 130° dolžine in približno 8500 km; ni znano, zakaj sta se tako razdelili. Globalne populacije niso znane, vendar velja, da je vrsta lokalno pogosta.
Glavno podvrsto, C. c. commersonii, najdemo na kopnem v različnih delih v Argentini, vključno z Puerto Deseado, v Magellanovem prelivu in okoli Ognjene Zemlje ter v bližini Falklandskih otokov (Las Malvinas). Raziskava iz leta 1984 je ocenila, da je v Magellanovem prelivu 3400 osebkov.
Druga podvrsta C. c. kerguelenensis je bila odkrita v 1950-ih. Bivajo blizu Kuerguelenskih otokov v južnem delu Indijskega oceana in imajo raje plitvo vodo.
Leta 2004 je bil potepuški posameznik nepotrjenega izvora opažen na južnoafriški obali rta Agulhas, ki je od Kuerguelenskih otokov oddaljen 4200 km in od Južne Amerike 6300 km. Čeprav so Kuerguelenski otoki bližje, bi takšno potovanje zahtevalo plavanje proti Antarktičnemu krožnemu toku.

## Opis

### C. c. commersonii
Podvrsta commersonii ima črno glavo, hrbtno plavut in plavuti, z belim grlom in telesom. Razmejitev med obema barvama je zelo jasna. To krepko bitje je eno najmanjših med vsemi vrstami kitov in zraste na približno 1,5 m. Zrela samica, ujeta v južni Patagoniji, je bila s 23 kg  in 1,36 m morda najmanjši zabeležen odrasel kit. Videz je podoben pliskavki, vendar je opazno vedenje značilno za delfine. Hrbtna plavut ima dolg, raven vodilni rob, ki se konča v ukrivljeni konici. Zadnji rob je običajno konkaven, ne pa tudi zamašen. Na sredini ima zarezo. Ta delfin nima kljuna.
Spole zlahka ločimo po različni obliki črnega madeža na trebuhu - pri samcih je podoben solzi, pri samicah pa bolj zaobljen. Samice dosežejo plemensko starost pri šestih do devetih letih. Samci dosežejo spolno zrelost približno v isti starosti. Parjenje se zgodi spomladi in poleti, kotitev pa po pomladnem in poletnem obdobju brejosti 11 mesecev. Znano je, da Commersonov delfin živi do osemnajst let v naravi, medtem ko je bil v ujetništvu najstarejši posameznik v času smrti star vsaj 33 let.

### C. c. kerguelenensis
Delfini podvrste kerguelenensis so po navadi večji od C. c. commersonii in se po vzorcih razlikujejo po tem, da so temno sivi namesto črni in svetlo sivi namesto beli, razen na trebuhu. Tudi razmejitev med območji vzorca je manj jasna.

## Vedenje
Commersonov delfin je zelo aktiven. Pogosto je videti, da hitro plava po površini in skače iz vode. Med plavanjem se tudi zavrti in zasuka in lahko surfa po lomljivih valovih, ko je zelo blizu obale. Lovil se bo in plaval za hitro premikajočimi se čolni. Znano je tudi, da plava obrnjen na glavo, kar naj bi izboljšalo vidnost plena.
Ta delfin se hrani z mešanico obalnih in pelagičnih rib ter lignjev. Tisti v južnoameriški subpopulaciji prehrano dopolnjujejo z raki. Posameznike so zabeležili, da vstopajo v reko Santa Cruz, da bi tam našli hrano med oseko.

## Zaščita
Na svojem rdečem seznamu ogroženih vrst IUCN navaja Commersonovega delfina kot najmanj ogroženega. Zaradi bližine delfina ob obali je nenamerno usmrtitev z mrežami pogost pojav. Delfina so nekateri argentinski in čilski ribiči v 1970-ih in 1980-ih ubijali za vabo, vendar je bila ta praksa od takrat omejena.
Populacija maldivske kratkogobčne pliskavke v Južni Ameriki je navedena v Dodatku II Konvencije o ohranjanju selitvenih vrst divjih živali (CMS). Navedena je v Dodatku II, ker ima neugodno stanje ohranjenosti ali bi ji koristilo mednarodno sodelovanje, organizirano s prilagojenimi sporazumi.

## Ujetništvo
Znano je, da so ti delfini razstavljeni v nekaj akvarijih.